# دقنيس
الدِّقْنِيس جنس من الطيور الاستوائية الحديثة في فصيلة التناجر. أنواعه مثنوية الشكل الجنسي فالذكور ذوو اللون الأزرق الفاتح والإناث خضراء. لديهم أنواع مختلفة من المناقير ويتغذى الكثير منهم على الرحيق.  أجسامها صغيرة تطول من ١٥ إلى ١٨ سم. أثوابها جميلة الألوان الزاهية. ملجنها الحياتي جماعي. جماعاتها لا تتجاوز ٣٠ زوجًا. قوتها الحشرات والديدان والثمار اليانعة.